# Лікан – пес пітьми
«Лікан – пес пітьми» — кінофільм 2007 року.

## Зміст
Усі чули страшилки про вампірів або перевертнів, але з віком дуже маленький відсоток людей вірить у цих створінь. Та легенди не безпідставні, вони відображають поведінку прибульців із паралельних світів, які зрідка опиняються у нас як гості. Кевіна вкусив справжній лікан і тепер герой розуміє, що незабаром сам перетвориться на могутнього і кровожерного напівзвіра...

## Ролі
| Актор              | Роль |
| ------------------ | ---- |
| Майкл Дайонн       | -    |
| Тамара Малавіц     | -    |
| Філ Говен          | -    |
| Крісті О. Чанчі    | -    |
| Адам Ловенбаум     | -    |
| Майкл Ранн         | -    |
| Керстен Бабич      | -    |
| Грег Натчер        | -    |
| Кевін Ши           | -    |
| Дженніфер Марселла | -    |

## Знімальна група
- Режисер — Грегорі Паркер, Крістіан Піндар
- Сценарист — Грегорі Паркер, Крістіан Піндар
- Продюсер — Ендрю Гернхард, Бонні Фарлі-Лукас, Філ Говен
- Композитор — Крістіан Піндар